# Suzuki Warsaw Masters 2008
Suzuki Warsaw Masters 2008 – pokazowy turniej tenisowy rozgrywany w dniach 30 kwietnia – 4 maja 2008 roku w Warszawie na kortach ceglanych o puli nagród wynoszącej 105 000 dolarów amerykańskich.
Starania o zorganizowanie w stolicy Polski pokazowej imprezy rozpoczęto po tym, jak sponsorzy wycofali się i turniej J&S Cup (druga kategoria w WTA Tour) został usunięty z kalendarza rozgrywkowego. Decyzję podano do publicznej informacji 12 listopada 2007. Wkrótce poinformowano o zaakceptowaniu nowego pomysłu. Największą gwiazdą pierwszej edycji była Amerykanka Lindsay Davenport, mistrzyni turniejów wielkoszlemowych, medalistka olimpijska oraz była liderka klasyfikacji WTA. Wystąpiły również Swietłana Kuzniecowa (mistrzyni US Open 2004) oraz Jelena Diemientjewa – dwukrotna wicemistrzyni Wielkiego Szlema. Spośród reprezentantek Polski zagrały Agnieszka Radwańska i Marta Domachowska. 10 kwietnia 2008 roku ustalono podział tenisistek na grupy – niebieską i czerwoną. Finał zawodów odbył się 4 maja 2008 roku.

## Przebieg turnieju

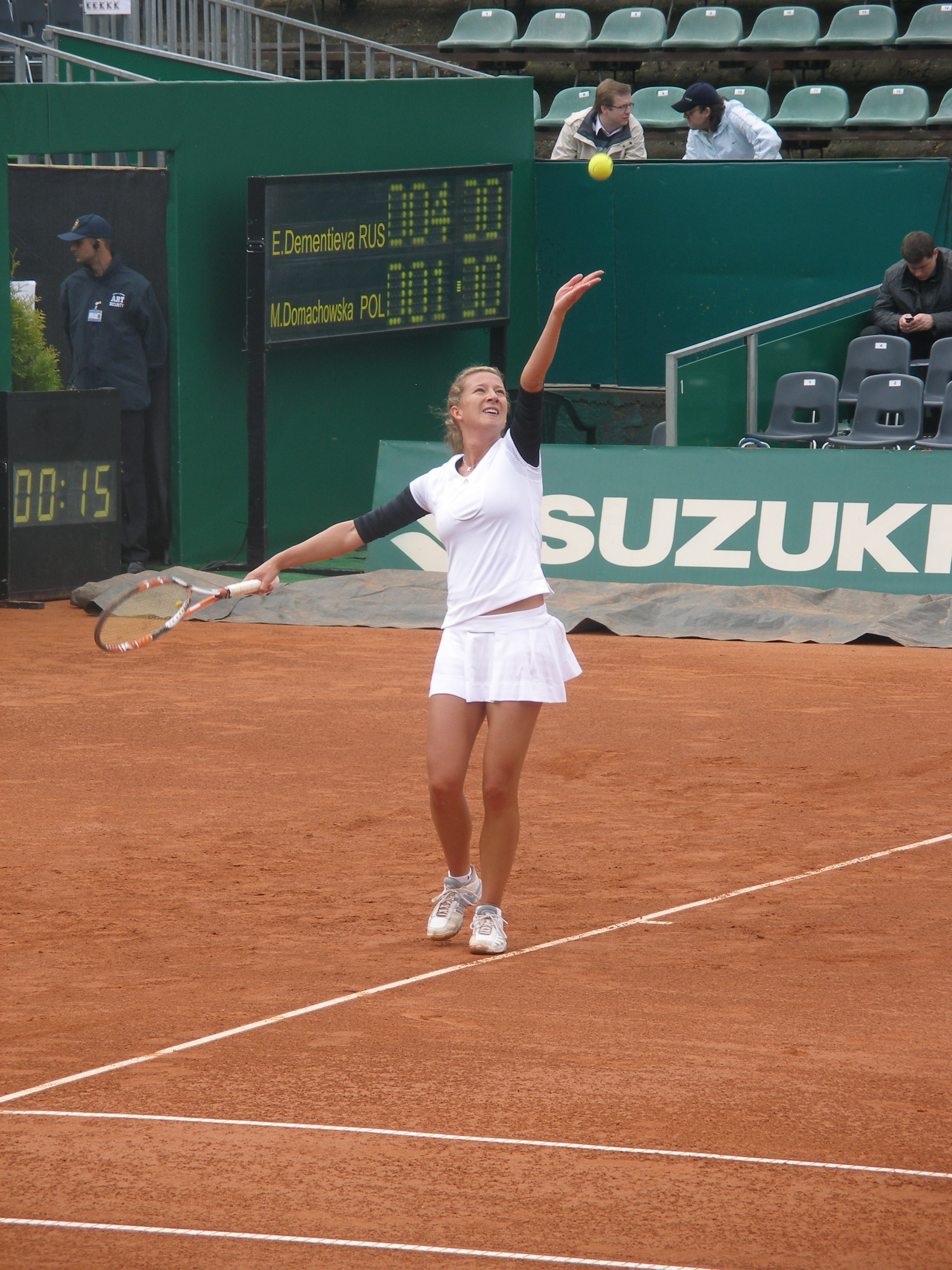
Marta Domachowska podczas meczu z Jeleną Diemientjewą, mecz o 3. miejsce

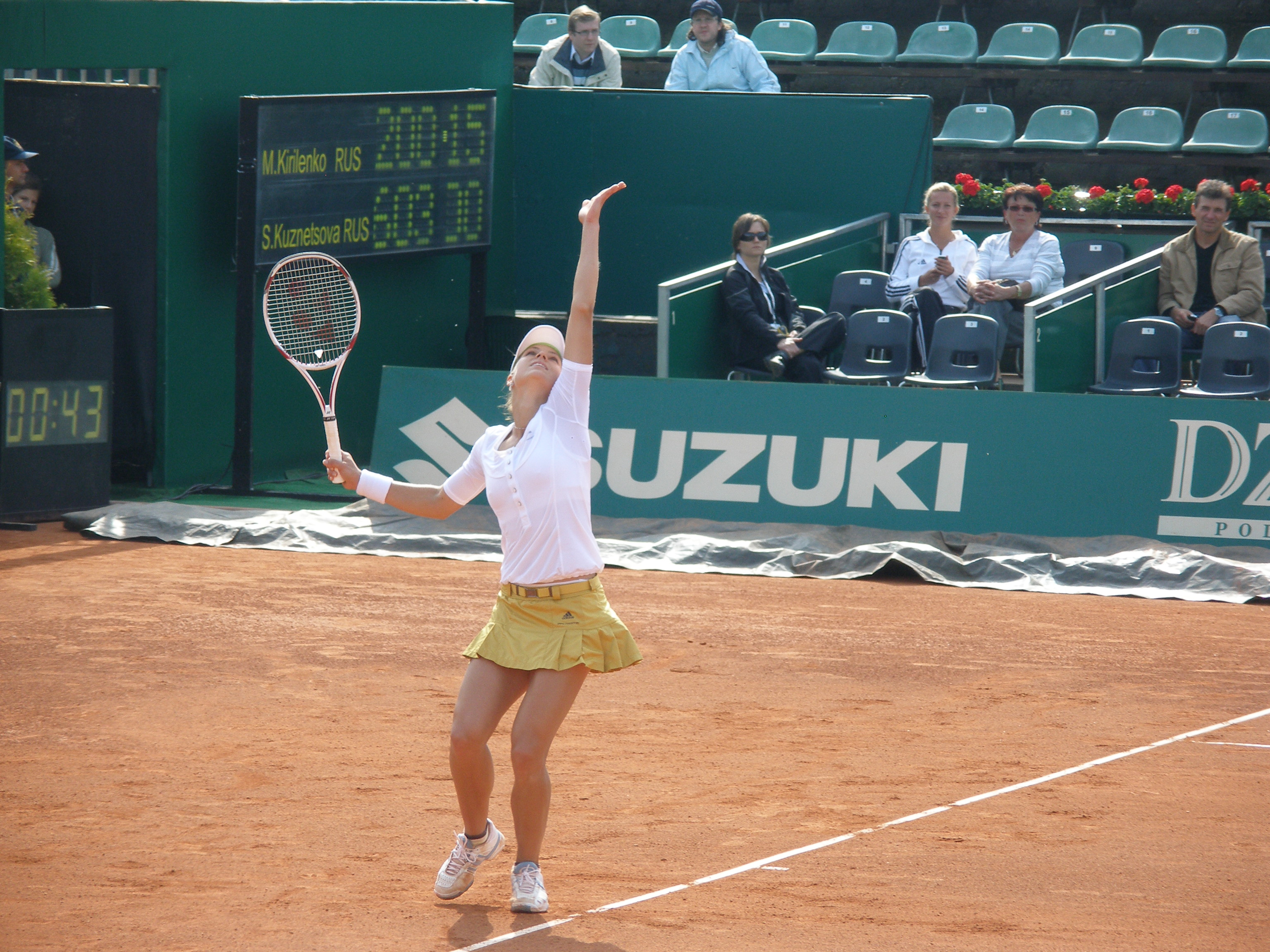
Maria Kirilenko podczas meczu ze Swietłaną Kuzniecową, finał

Pierwszego dnia zawodów, 30 kwietnia, Marija Kirilenko pokonała Lindsay Davenport w dwóch setach. Amerykanka przyleciała do Warszawy dzień wcześniej z Los Angeles (dziewięć godziny różnicy czasowej). Także w środę, w pojedynku dwóch Polek, Marta Domachowska wygrała z Agnieszką Radwańską. Krakowianka zeszła z kortu w wyniku choroby wirusowej, która uniemożliwiała jej grę.
W czwartek, 1 maja, Marta Domachowska pokonała w dwóch krótkich setach Jelenę Diemientjewą, zapewniając sobie tym samym awans do półfinału z pierwszego miejsca w grupie czerwonej. W drugim spotkaniu Swietłana Kuzniecowa wygrała ze swoją rodaczką Mariją Kirilenko w trzech setach. Mecz był przerywany opadami deszczu. Mimo porażki Kirilenko również zapewniła sobie miejsce w półfinale.
Trzeciego dnia imprezy, 2 maja, w pierwszym meczu Swietłana Kuzniecowa wygrała 6:4, 6:4 z Lindsay Davenport i tym samym wygrała grupę niebieską, kończąc z bilansem setów 4:1. W kolejnym spotkaniu Jelena Diemientjewa pokonała po ponad dwugodzinnej grze Agnieszkę Radwańską w trzech setach.
W półfinałach zagrały Kuzniecowa z Diemientiewą, a Domachowska z Kirilenko. Polka przegrała z wyżej klasyfikowaną Rosjanką 5:7, 3:6. W drugim półfinale Kuzniecowa pokonała także w dwóch setach Jelenę.
Mecz o 3. miejsce zakończył się zwycięstwem Dementiewej nad Domachowską 6:3, 6:3.
W spotkaniu finałowym Swietłana Kuzniecowa po raz drugi w tym turnieju pokonała Mariję Kirilenko i tym sposobem zajęła 1. miejsce.

## Uczestniczki turnieju

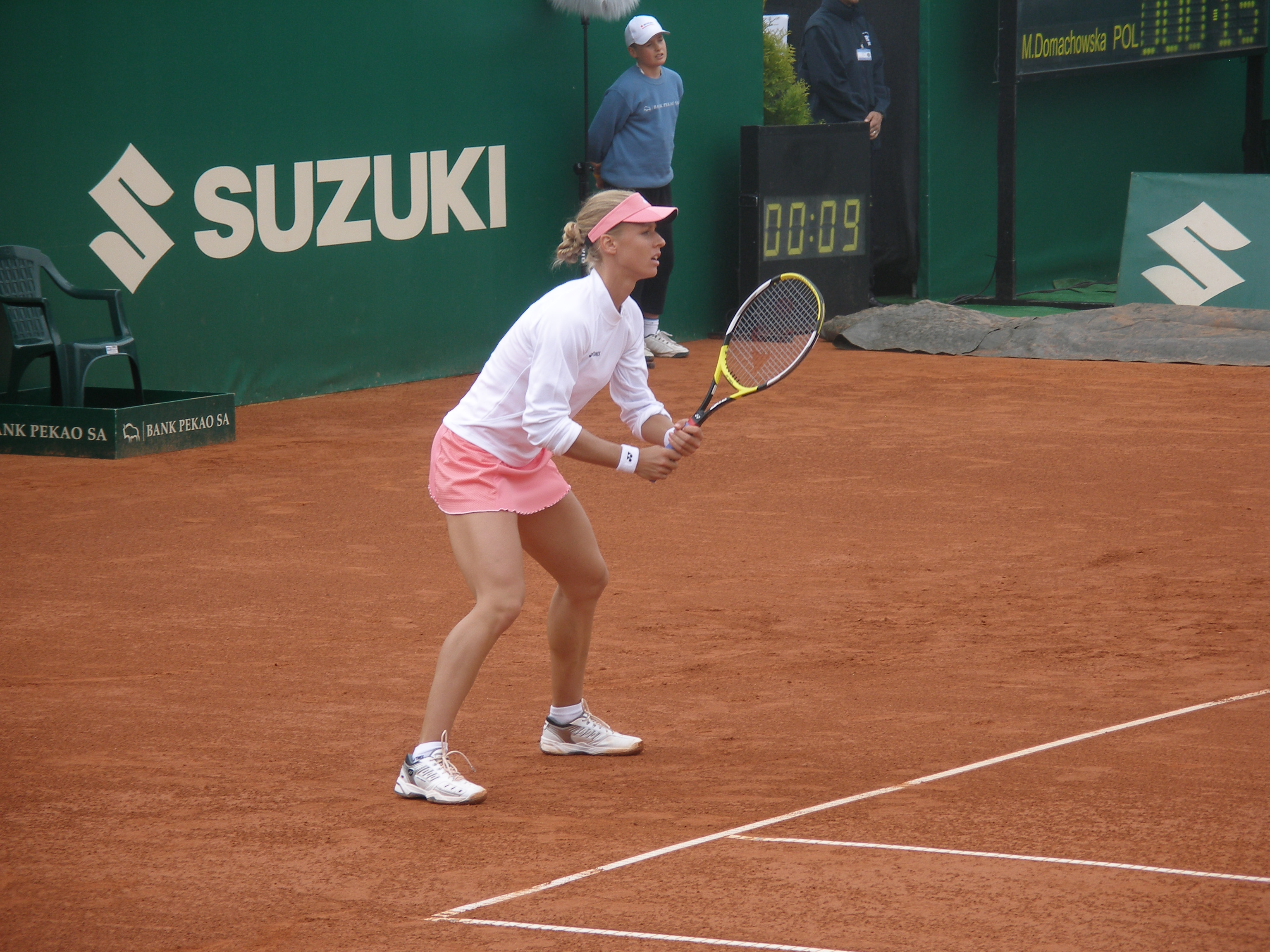
Jelena Diemientjewa podczas meczu z Martą Domachowską

| Lp. | Tenisistka           | Kraj              | Wygrane turnieje | Wielki Szlem | Wielki Szlem | Wielki Szlem | Wielki Szlem | Ostatni start | RKG max                  | RKG                   |
| Lp. | Tenisistka           | Kraj              | Wygrane turnieje | AO           | FO           | W            | US           | Ostatni start | RKG max                  | RKG                   |
| 1.  | Swietłana Kuzniecowa | Rosja             | 9                | QF           | F            | QF           | W            | debiut        | 2 (10 września 2007)     | 4 (14 kwietnia 2008)  |
| 2.  | Jelena Diemientjewa  | Rosja             | 9                | 4r           | F            | QF           | F            | debiut        | 4 (25 października 2004) | 8 (14 kwietnia 2008)  |
| 3.  | Agnieszka Radwańska  | Polska            | 2                | QF           | 1r           | 4r           | 4r           | debiut        | 14 (14 kwietnia 2008)    | 14 (14 kwietnia 2008) |
| 4.  | Lindsay Davenport    | Stany Zjednoczone | 55               | W            | SF           | W            | W            | debiut        | 1 (12 października 1998) | 30 (14 kwietnia 2008) |
| 5.  | Marija Kirilenko     | Rosja             | 2                | 4r           | 3r           | 2r           | 3r           | debiut        | 20 (12 czerwca 2006)     | 32 (14 kwietnia 2008) |
| 6.  | Marta Domachowska    | Polska            | 0                | 4r           | 2r           | 1r           | 1r           | debiut        | 37 (3 kwietnia 2006)     | 80 (14 kwietnia 2008) |

## Faza grupowa

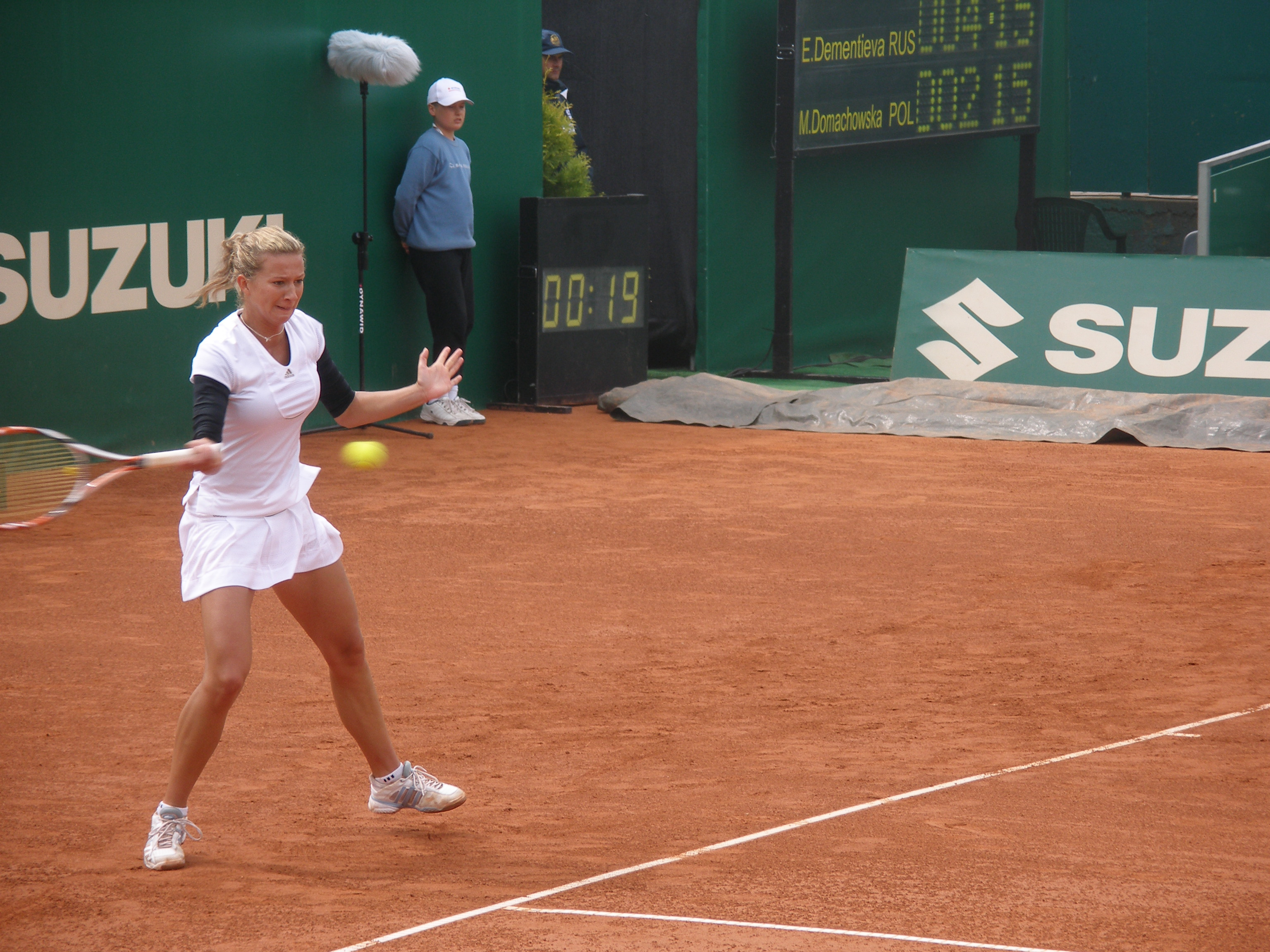
Uderzenie Marty Domachowskiej

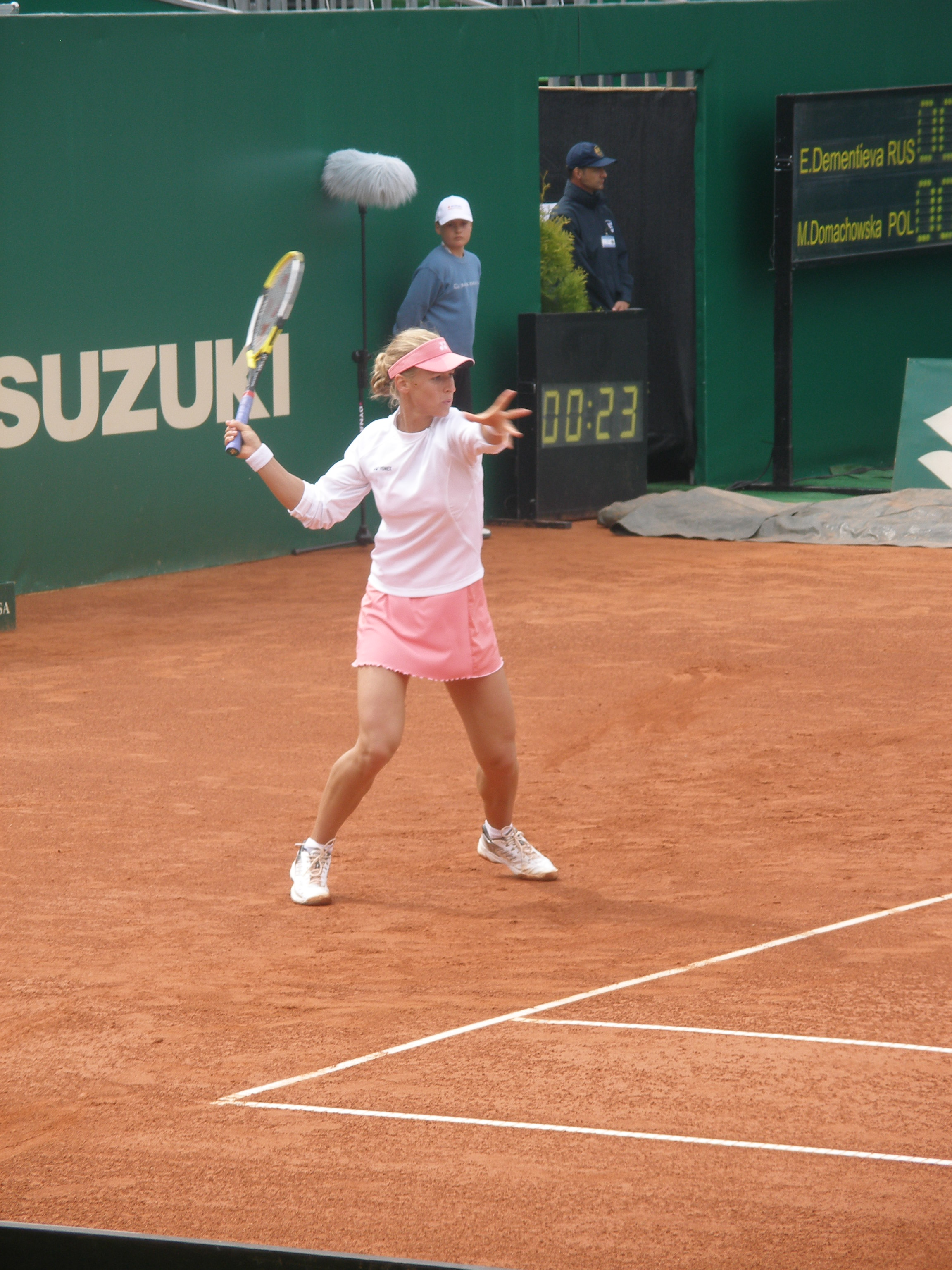
Jelena Diemientjewa

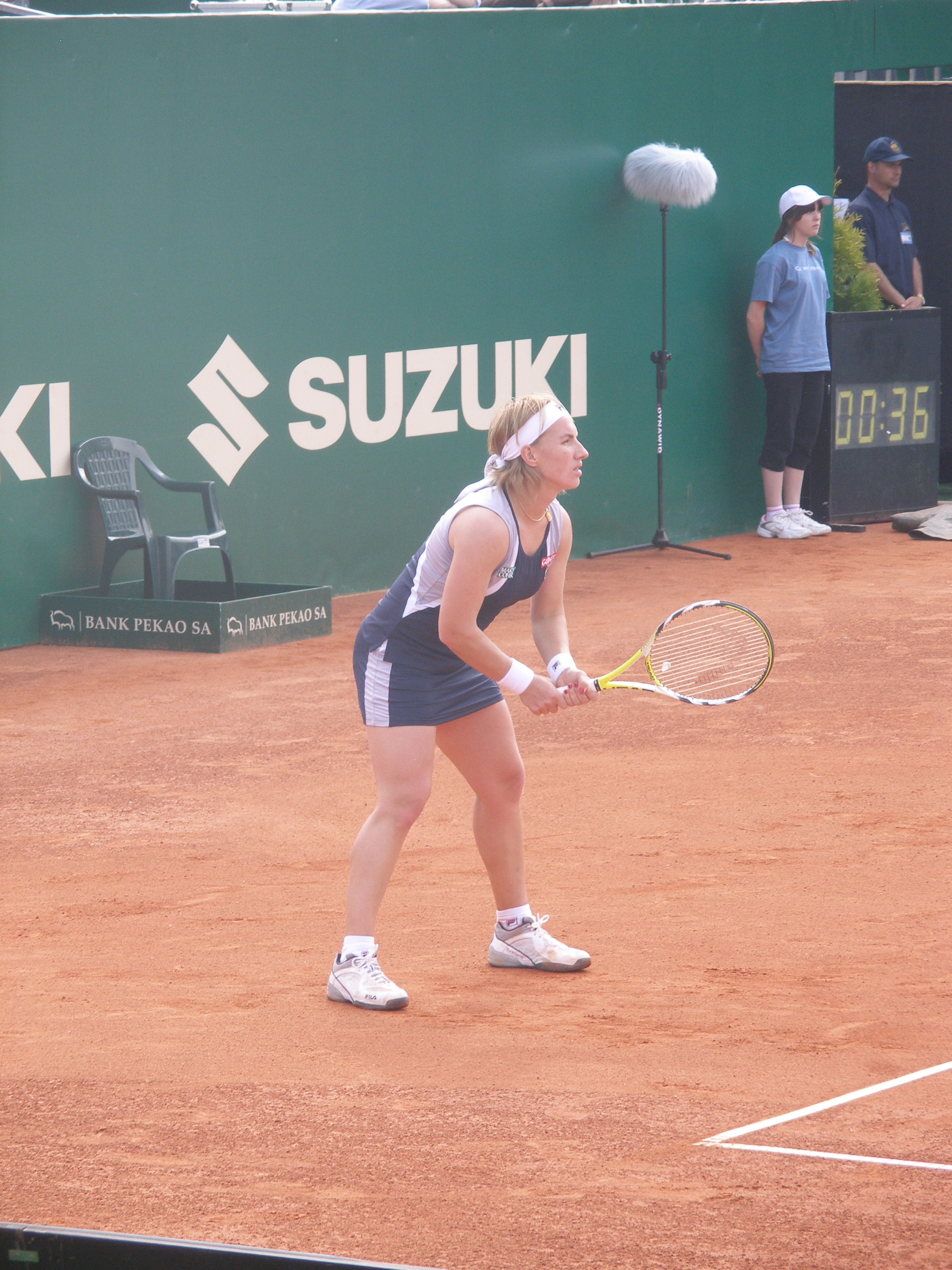
Swietłana Kuzniecowa, finał

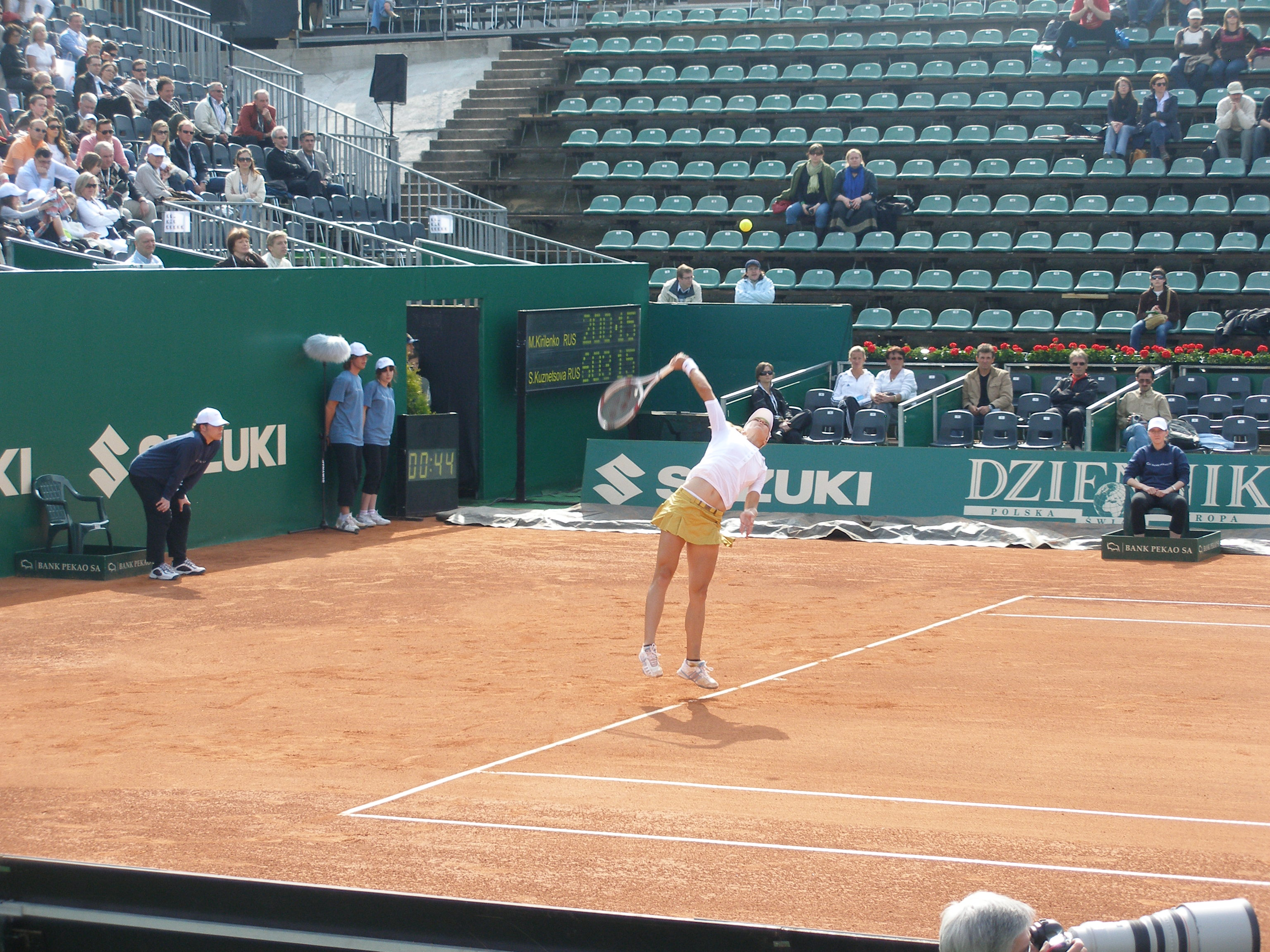
Serwis Marii Kirilenko

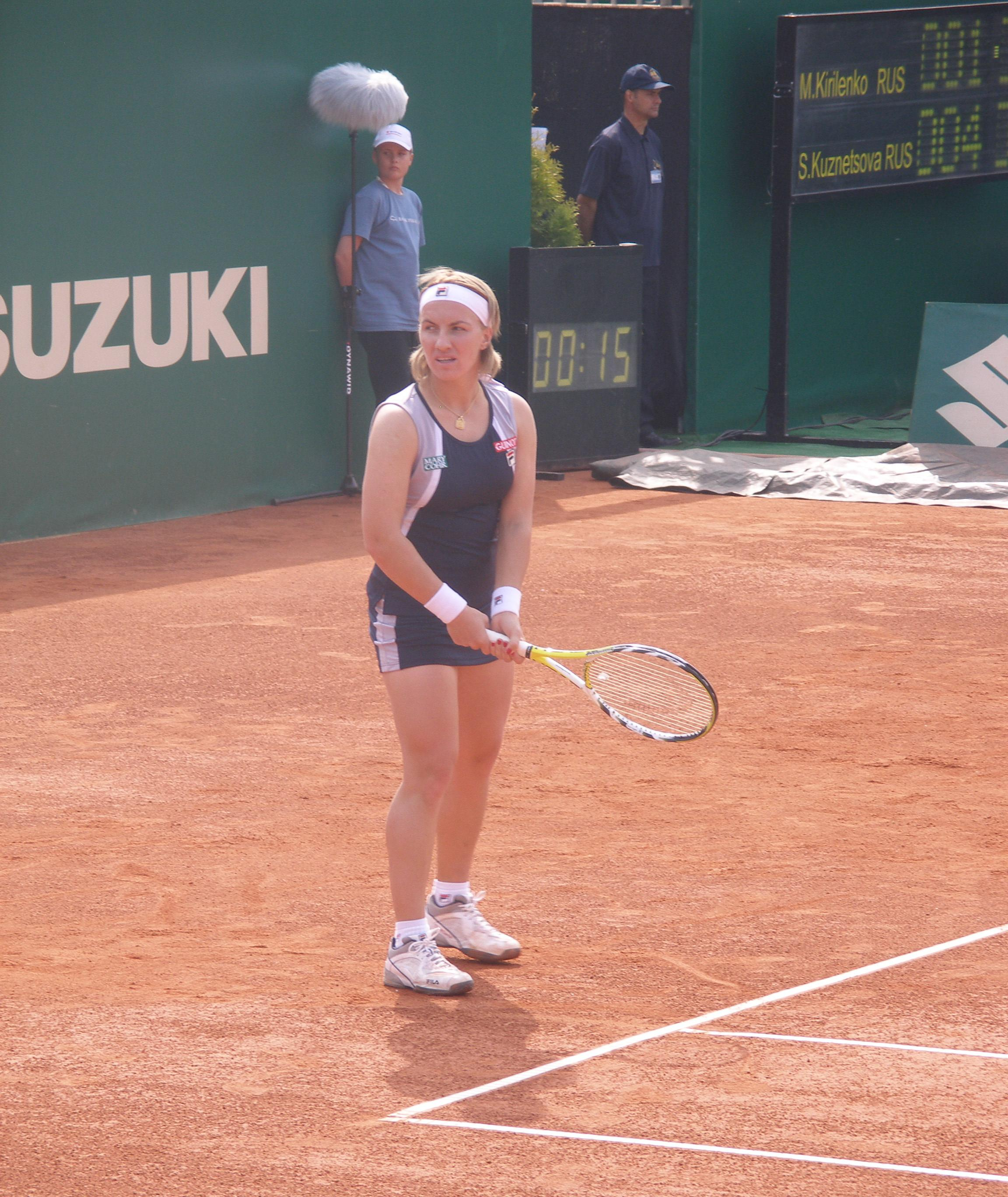
Swietłana Kuzniecowa

### Grupa niebieska
Wyniki
| Data       | Tenisistka           | Tenisistka        | Wynik         |
| 30/04/2008 | Marija Kirilenko     | Lindsay Davenport | 6:3, 7:6(2)   |
| 01/05/2008 | Swietłana Kuzniecowa | Marija Kirilenko  | 3:6, 6:4, 6:3 |
| 02/05/2008 | Swietłana Kuzniecowa | Lindsay Davenport | 6:4, 6:4      |

Tabela
| Lp. | Tenisistka           | Mecze Wygrane – Przegrane | Sety Wygrane – Przegrane | Bilans setów |
| 1.  | Swietłana Kuzniecowa | 2:0                       | 4:1                      | 3            |
| 2.  | Marija Kirilenko     | 1:1                       | 3:2                      | 1            |
| 3.  | Lindsay Davenport    | 0:2                       | 0:4                      | -4           |

### Grupa czerwona
Wyniki
| Data       | Tenisistka          | Tenisistka          | Wynik              |
| 30/04/2008 | Marta Domachowska   | Agnieszka Radwańska | 6:7(1), 6:2, krecz |
| 01/05/2008 | Marta Domachowska   | Jelena Diemientjewa | 6:3, 6:4           |
| 02/05/2008 | Jelena Diemientjewa | Agnieszka Radwańska | 5:7, 6:3, 6:2      |

Tabela
| Lp. | Tenisistka          | Mecze Wygrane – Przegrane | Sety Wygrane – Przegrane | Bilans setów |
| 1.  | Marta Domachowska   | 2:0                       | 3:1                      | 2            |
| 2.  | Jelena Diemientjewa | 1:1                       | 2:3                      | -1           |
| 3.  | Agnieszka Radwańska | 0:2                       | 2:3                      | -1           |

## Faza pucharowa
Półfinały
| Data       | Tenisistka           | Tenisistka          | Wynik    |
| 03/05/2008 | Swietłana Kuzniecowa | Jelena Diemientjewa | 6:3, 6:2 |
| 03/05/2008 | Marija Kirilenko     | Marta Domachowska   | 7:5, 6:3 |

Mecz o 3. miejsce
| Data       | Tenisistka        | Tenisistka          | Wynik    |
| 04/05/2008 | Marta Domachowska | Jelena Diemientjewa | 3:6, 3:6 |

Finał
| Data       | Tenisistka       | Tenisistka           | Wynik    |
| 04/05/2008 | Marija Kirilenko | Swietłana Kuzniecowa | 2:6, 3:6 |

## Pula nagród
| Runda                     | Pieniądze ($) |
| 1. miejsce                | 35 000 $      |
| 2. miejsce                | 25 000 $      |
| 3. miejsce                | 20 000 $      |
| 4. miejsce                | 15 000 $      |
| Ostatnie miejsce w grupie | 5 000 $       |